# Пиксанов, Николай Кирьякович
Никола́й Кирья́кович Пикса́нов (31 марта [12 апреля] 1878, село Дергачи, Самарская губерния) — 10 февраля 1969, Ленинград) — русский и советский литературовед. член Русского библиологического общества. Сотрудник Пушкинского Дома. Доктор филологических наук, профессор. член-корреспондент АН СССР с 1931 года.

## Биография
Сын дьякона. Окончил Самарское духовное училище и Самарскую духовную семинарию. В 1898 поступил на историко-филологический факультет Юрьевского университета (где начал заниматься творчеством А. С. Грибоедова), одновременно изучал историю русского права на юридическом факультете. Участвовал в студенческом революционном движении; был осуждён и после 5-месячного заключения выслан в Самару. В 1903 году был восстановлен в Юрьевском университете, который окончил в декабре 1904 года.
В 1906 году переехал в Санкт-Петербург, преподавал литературу в Павловском институте (1909), гимназиях (в том числе, с 1907 года в гимназии Гуревича), на Бестужевских высших женских курсах (1908—1917), в Педагогической академии (с 1908) и Психоневрологическом институте (1912—1913). В 1912 году, сдав магистерские экзамены, начал преподавать в Санкт-Петербургском университете (1912—1917).
В 1917 году был утверждён экстраординарным профессором Саратовского университета (1917—1921). В 1921 году переехал в Москву; был профессором 2-го МГУ.
В 1932 году назначен профессором Ленинградского университета, заведовал кафедрой русской литературы (1932—1937). Затем — профессор Саратовского университета (1942—1944), профессор МГУ (1944—1948). В 1948 году вернулся в Ленинградский университет.
Сотрудник ИРЛИ в 1932—1935 годах.
Начал свою научную деятельность как историк общественного движения и русской литературы XIX века. Предприняв поиски в архивах, библиотеках и частных рукописных собраниях, обнаружил около шестидесяти рукописных списков комедии А. С. Грибоедова «Горе от ума». Они позволили ему реконструировать текст комедии, который и сегодня издаётся в этой редакции.
Опубликовал около восьмисот работ по истории русской литературы и общественной мысли, а также по источниковедению, текстологии и методологии литературоведения, методологии краеведения. Писал о творчестве А. С. Грибоедова, А. С. Пушкина, И. С. Тургенева, И. А. Гончарова. В 1911—1913 годах выпустил трёхтомное академическое собрание сочинений А. С. Грибоедова.
В 1916—1917 годах подготовил и издал в Петрограде под своей редакцией исторические очерки академика А. Н. Пыпина «Русское масонство. XVIII и первая четверть XIX в.», «Религиозные движения при Александре I» и «Очерки литературы и общественности при Александре I». В 1947 году опубликовал очерк «Масонская литература», появившийся в четвёртом томе «История русской литературы» (М.-Л.: АН СССР, 1947) — наиболее полный монографический очерк, посвящённый масонской литературе XVIII и первой четверти XIX века.
Будучи известным учёным и собирателем книг, обладал огромной библиотекой, насчитывавшей более пятнадцати тысяч книг, журналов, справочников, журнальных статей, которые были распределены по разделам. Каждый раздел содержал собственные рукописные выписки учёного из различных источников. По завещанию Пиксанова его библиотека перевезена в Институт русской литературы (Пушкинский дом) и помещена в башне, где находится и сегодня.
В Санкт-Петербурге жил на Большой Конюшенной улице, № 19/8 (Волынский переулок).

## Цитаты
- «В интеллектуальном творчестве основное и коренное — мировоззрение и метод»[6].

## Награды и звания
- Два ордена Ленина
- орден Трудового Красного Знамени (10.06.1945)
- медали
- Заслуженный деятель науки РСФСР